# Хамданіди (Ємен)
Хамданіди (араб. دولة بني حاتم) — династія султанів середньовічної єменської держави зі столицею в Сані.

## Історія
Засновник династії Хатім бін аль-Гашім аль-Хамдані (пом. 1109) походив з арабського племені Бану Хамдан, представники якого ще 1088 року прийшли до влади у Сані як намісники династії Сулайхідів. 1099 року Хатім I став незалежним спадковим султаном Сани. Хамданіди визнали себе васалами фатімідського халіфа.
Близько 1110 року у державі Хамданідів почались внутрішньоплемінні суперечки, в результаті яких 1111 року син Хатіма I султан Абдалла був повалений, а його місце посів молодший син Хатіма I Маан. Однак проти султана Маана виступив син колишнього сулайхідського намісника каді Ахмад ібн Імран, і 1116 року султан Маан був повалений. До влади прийшов інший хамданідський клан — Бану-л-Кубайб, представники якого правили Саною до 1139 року.
1139 року клан Бану-л-Кубайб був повалений сином каді Ахмада ібн Імрана Хатімом III, який став новим султаном. 1150 Сану захопили зейдитський імам Ахмад аль-Мутаваккіль бін Сулейман. Переможений Хатім III визнав себе його васалом.
1172 року магдідський правитель Абд ан-Набі бін Алі взяв в облогу Аден. Султан Алі бін Хатім виступив з Сани та відбив облогу. Однак, у той же час до Ємену вторглась єгипетська армія Аюбідів під командуванням Туран-шаха, яка 1174 року захопила Сану. Повалений султан Алі бін Хатім відступив до своїх гірських фортець.